# Мост уздаха
Мост уздаха (итал. Ponte dei Sospiri) мост је у Венецији који повезује Дуждеву палату са затвором преко канала Rio di Palazzo. Грађен је у периоду између 1600. године и 1603. године по налогу млетачког дужда Марина Гриманија.

## О мосту
Мост је пројектовао архитекта и вајар Антонио Контин. Направљен је за време владавине дужда Марина Гриманија. Направљен је од истарског камена у барокном стилу. Затвореник, осуђен на смрт, спровођен је дуж галерије све до друге стране, а онда би га водили назад до ћелије у самом мосту где би била извршена смртна казна дављењем. Галерија је сада зазидана, али је пролаз и даље отворен и познат под именом Мост уздаха. Популаризована прича је да затвореници, проласком преко моста, бацају поглед последњи пут на слободу, јер их се већина њих никад не би ни вратила из венецијанских затвора. Постоји и романтична прича да би заљубљени, који би прошли гондолом испод моста, остали заувек заједно.

### Изглед моста
Мост је повезивао оловни затвор (бунар затвор) са Дуждевом палатом. Преко тесног канала постављене су уске камене решетке. Решетке су вероватно стављене да би се скрили осуђеници и њихови џелати од јавности. Преко њега су спровођени осуђеници до затворских ћелија или места погубљења. Мост је високо изнад воде и подељен је каменим зидом у пролаз и ћелију. Бунар затвор је испод пода ћелије, на сам дну моста. Његов декоративни пролаз је од белог кречњака и на њему су резбарије и украси.
- Компјутерска графика Моста уздаха
- Поглед на Мост уздаха
- Мост уздаха и гондолијери
- Поглед кроз камене решетке на Мост уздаха
- Мост уздаха у Венецији

### Ђакомо Казанова
Најпознатији осуђеник који је успео да побегне из затвора је Ђакомо Казанова. Мостом уздаха је 1755. године спроведен у затвор одакле је после петнаест месеци успео да побегне.

## Копије моста у свету
Поред славног Бајрона, многи Енглези су били опчињени Мостом уздаха. Отуда и две копије моста у енглеским универзитетским градовима Оксфорду и Кембриџу: Мост уздаха (Оксфорд) и Мост уздаха (Кембриџ).